# Frederick Gehring
Frederick William Gehring (* 7. August 1925 in Ann Arbor; † 29. Mai 2012 ebenda) war ein US-amerikanischer Mathematiker, der sich mit Funktionentheorie (quasikonformen Abbildungen) beschäftigte.

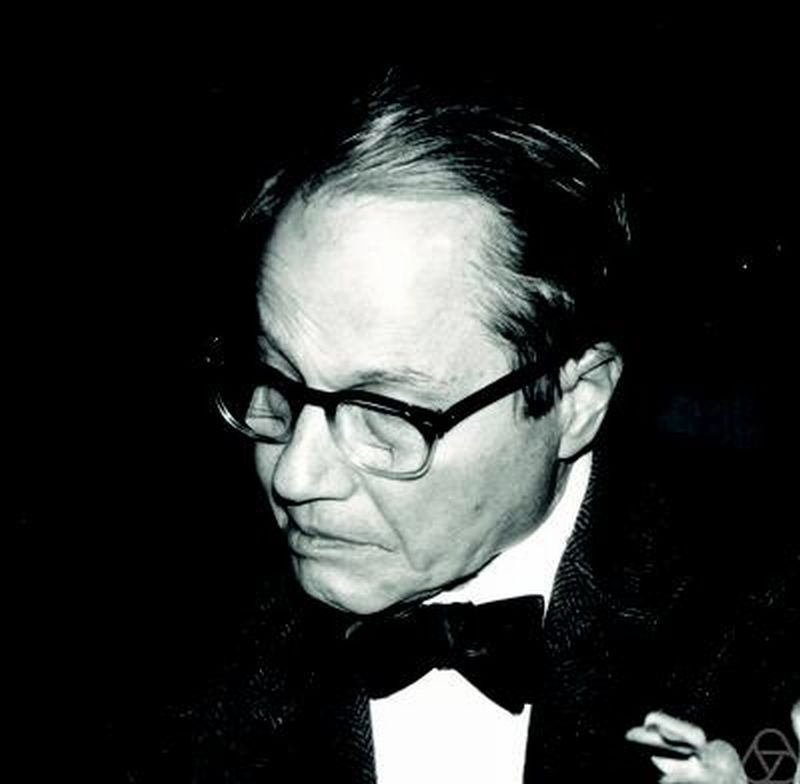
Frederick W. Gehring, Oberwolfach 1988

## Leben und Wirken
Gehrings Vater war Journalist und Musikkritiker, seine Mutter die Tochter eines Physikprofessors an der University of Michigan und Deutsch-Lehrerin an der Universität. Gehring wollte zunächst am Massachusetts Institute of Technology (MIT) studieren, meldete sich  im Zweiten Weltkrieg dann aber zur US-Navy, die ihn Elektrotechnik und Mathematik an der University of Michigan studieren ließ (Bachelor-Abschluss in beiden Fächern 1946).  Nach dem Krieg machte er 1949 seinen Master-Abschluss in Mathematik an der University of Michigan und ging danach als Fulbright-Stipendiat an die  Cambridge University, wo er u. a. bei John Edensor Littlewood hörte und 1952 bei John Charles Burkill promoviert wurde (Study of the {\displaystyle p}th power variation). Nach seiner Promotion war er Peirce-Instructor an der Harvard University.
Ab 1955 war er wieder an der University of Michigan, wo er 1962 eine volle Professur erhielt und den Rest seiner Karriere bis zu seiner Emeritierung 1996 blieb. 1973–1975, 1977–1980 und 1981 bis 1984 war er Vorsitzender der Fakultät und 1987 wurde er „T.H. Hildebrandt Distinguished University Professor“. Gehring beschäftigte sich vor allem mit der Theorie quasikonformer Abbildungen, zu der er durch einen Studienaufenthalt 1958/59 (als Guggenheim Fellow) an der Universität Helsinki bei Olli Lehto hingeführt wurde. Anschließend war er 1959/60 an der ETH Zürich bei Albert Pfluger.
Gehring entwickelte die Theorie quasikonformer Abbildungen in mehr als zwei Dimensionen und war wesentlich daran beteiligt, die Anwendungen quasikonformer Abbildungen in anderen Gebieten der Mathematik wie der Theorie partieller Differentialgleichungen, geometrischer Topologie, komplexer Dynamik, diskreter Transformationsgruppen und riemannscher Geometrie voranzutreiben. Zusammen insbesondere mit Mathematikern der finnischen Schule bewies er in den 1950er und 1960er Jahren die Äquivalenz geometrischer, metrischer und analytischer Definitionen quasikonformer Abbildungen in zwei und mehr Dimensionen. Gehring war von der finnischen Schule der Funktionentheorie stark beeinflusst und baute an der University of Michigan eine eigene US-amerikanische Schule von Funktionentheoretikern auf.
1989 wurde er in die National Academy of Sciences und die American Academy of Arts and Sciences gewählt. 2006 erhielt er den Leroy P. Steele Prize für sein Lebenswerk. Außerdem erhielt er den Humboldt-Forschungspreis. Er ist Ehrendoktor der Universität Helsinki, der norwegischen Technischen Hochschule und der Universität Jyväskylä in Finnland. Mit Lars Ahlfors war er 1982 einer der Herausgeber der Gesammelten Werke von Oswald Teichmüller. Er war Invited Speaker auf dem Internationalen Mathematikerkongress (ICM) 1986 in Berkeley (Quasiconformal mappings), 1962 in Stockholm (Extremal length definitions for the conformal capacity of space rings), 1966 in Moskau (Extension theorems for quasiconformal mappings in n-space) und 1974 auf dem in Vancouver (Some metric properties of quasiconformal mappings).
1953 heiratete er die Mikrobiologin Lois Bigger, die er in Cambridge kennenlernte und mit der er zwei Söhne hat.